# Teoría de norma gravitacional
En teoría cuántica de campos, la teoría de norma gravitacional se refiere al esfuerzo que extiende la teoría Yang-Mills, la cual da una explicación universal de las interacciones fundamentales, para describir la gravedad.
El primer modelo de norma para la gravedad fue propuesto por R. Utiyama en 1956 dos años después del nacimiento de la teoría de norma. Sin embargo, los intentos iniciales por construir la teoría de norma gravitacional en analogía con los modelos de norma con simetrías internas encontró un problema al tratar las transformaciones generales covariantes y estableciendo el estatus de norma de una métrica pseudo Riemanniana. 
Para cubrir esta parte se hicieron intentos por representar tetra campos como campos de norma del grupo de traslación. Generadores infinitesimales de las transformaciones coveriantes fueron considerados como aquellos del grupo de norma de traslaciones, y un tetra campo fue identificado con la parte de traslación de una conexión afín sobre una variedad de mundo {\displaystyle X}. Tal conexión es una suma {\displaystyle K=\Gamma +\Theta } de una conexión lineal de mundo {\displaystyle \Gamma } y una forma soldada {\displaystyle \Theta =\Theta _{\mu }^{a}dx^{\mu }\otimes \vartheta _{a}} donde {\displaystyle \vartheta _{a}=\vartheta _{a}^{\lambda }\partial _{\lambda }} es un marco no holonómico. Por ejemplo, si {\displaystyle K} es la conexión de cartan, entonces {\displaystyle \Theta =\theta =dx^{\mu }\otimes \partial _{\mu }} es la forma soldada canónica sobre {\displaystyle X}. 
Hay diferentes interpretaciones físicas de la parte de traslación {\displaystyle \Theta } de una conexión afín. En teoría de norma de las dislocaciones, un campo {\displaystyle \Theta } describe una distorsión. Al mismo tiempo, dado un marco lineal {\displaystyle \vartheta _{a}}, la descomposición {\displaystyle \theta =\vartheta ^{a}\otimes \vartheta _{a}} motiva a varios autores para tratar el comarco {\displaystyle \vartheta ^{a}} como una traslación del campo de norma.
Las dificultades de construir una teoría de norma gravitacional en analogía con la de Yang-Mills resulta de la transformación de norma.En el caso de simetrías internas, las transformaciones de norma son automorfismos verticales de un bulto principal {\displaystyle P\to X} dejando su base {\displaystyle X} fija. Por otra parte, la teoría de gravitación se construye en el bulto principal {\displaystyle FX} de los marcos tangentes a {\displaystyle X}. Esto pertenece a la categoría de los bultos naturales {\displaystyle T\to X} para los cuales los difeomorfismos de la base de {\displaystyle X} dan origen canónicamente a automorfismos de {\displaystyle T}. Estos automorfismos son llamados transformaciones generales covariantes. Las transformaciones generales covariantes son suficientes en orden de restablecer la teoría general de la relatividad de Einstein y la teoría de gravitación de la métrica afín como una de norma.
En términos de la teoría de norma sobre bultos naturales, los campos de norma son conexiones lineales sobre una variedad de mundo {\displaystyle X}, definida como la conexión principal sobre el bulto lineal del marco {\displaystyle FX}, y la métrica del campo gravitacional juego el papel de un campo de Higgs responsable por la ruptura espontánea de simetría de las transformaciones generales covariantes.
La ruptura espontánea de simetría es un efecto cuántico cuando el vacío no es invariante bajo transformaciones de grupo.En la teoría de norma clásica, la ruptura ocurre si la estructura del grupo {\displaystyle G} de un bulto principal {\displaystyle P\to X} se puede reducir a un subgrupo cerrado {\displaystyle H}, es decir, existe un subbulto principal de {\displaystyle P} con la estructura de grupo {\displaystyle H}. En virtud de un teorema bien conocido, existe una correspondencia uno a uno entre el subbulto principal reducido de {\displaystyle P} con la estructura de un grupo {\displaystyle H} y las secciones globales del bulto cociente {\displaystyle P/H\to X}. Estas secciones se tratan como campos clásicos de Higgs.
La idea de una métrica pseudo Riemanniana como un campo de Higgs aparece mientras se construyen representaciones no lineales inducidas del grupo lineal general {\displaystyle GL(4,\mathbb {R} )}, del cual el grupo de Lorentz es un subgrupo de Cartán. El principio de equivalencia postula la existencia de un marco de referencia en el cual la invariancia de Lorentz está definida sobre la variedad de mundo completa es la justificación teórica de que la estructura de grupo {\displaystyle GL(4,\mathbb {R} )} del marco lineal del bulto {\displaystyle FX} se reduce al grupo de Lorentz. Entonces la definición de una métrica pseudo Riemanniana sobre la variedad {\displaystyle X} como una sección global del bulto cociente {\displaystyle FX/O(1,3)\to X} nos lleva a su interpretación física como un campo de Higgs. La razón física para la ruptura de la simetría de mundo es la existencia de un fermión de Dirac de, cuyo grupo de simetría es universal cubriendo dos partes {\displaystyle SL(2,\mathbb {C} )} del grupo restringido de Lorentz, {\displaystyle SO^{+}(1,3)}.